# Amanda Knight
Amanda Knight (be. vor 1988) ist eine Maskenbildnerin, die seit Beginn ihrer Karriere Ende der 1980er Jahre an mehr als 30 Film- und Fernsehproduktionen beteiligt war. Bei der Oscarverleihung 2012 wurde sie für ihre Arbeit bei Harry Potter und die Heiligtümer des Todes – Teil 2 zusammen mit Nick Dudman und Lisa Tomblin für den Oscar in der Kategorie Bestes Make-up und beste Frisuren nominiert. Knight, Dudman und Tomblin wurden für diesen Film 2012 auch für einen British Academy Film Award in der Kategorie Beste Maske nominiert. Sie wurde noch für vier weitere British Academy Film Award in dieser Kategorie nominiert, alle für Verfilmungen der Harry-Potter-Romane.

## Filmografie (Auswahl)
- 1988: Willow
- 1989: Das verflixte erste Mal (Getting It Right)
- 1990: Ein Phantom in Monte Carlo (A Ghost in Monte Carlo, Fernsehfilm)
- 1991: Duell der Leidenschaften (Duel of Hearts, Fernsehfilm)
- 1992: Mach’s nochmal, Columbus (Carry On Columbus)
- 1992: ...und griffen nach den Sternen (To Be the Best, Fernsehfilm)
- 1992: Im Glanz der Sonne (The Power of One)
- 1993: Little Buddha
- 1993: Der Sohn des rosaroten Panthers (Son of the Pink Panther)
- 1995: Braveheart
- 1995: Ein ehrenwerter Diebstahl (The Steal)
- 1996: Portrait of a Lady
- 1996: Mission: Impossible
- 1997: James Bond 007 – Der Morgen stirbt nie (Tomorrow Never Dies)
- 1997: Amy Foster – Im Meer der Gefühle (Swept from the Sea)
- 1997: Das fünfte Element (The Fifth Element)
- 1998: Hilary & Jackie
- 1999: Tube Tales
- 1999: Mad Cows
- 2000: Die goldene Schale (The Golden Bowl)
- 2000: Verlorene Liebesmüh’ (Love's Labour's Lost)
- 2001: Harry Potter und der Stein der Weisen (Harry Potter and the Sorcerer's Stone)
- 2002: Harry Potter und die Kammer des Schreckens (Harry Potter and the Chamber of Secrets)
- 2004: Harry Potter und der Gefangene von Askaban (Harry Potter and the Prisoner of Azkaban)
- 2005: Harry Potter und der Feuerkelch (Harry Potter and the Goblet of Fire)
- 2007: Harry Potter und der Orden des Phönix (Harry Potter and the Order of the Phoenix)
- 2008: Alien Love Triangle (Kurzfilm)
- 2009: Harry Potter und der Halbblutprinz (Harry Potter and the Half-Blood Prince)
- 2010: Harry Potter und die Heiligtümer des Todes – Teil 1 (Harry Potter and the Deathly Hallows: Part 1)
- 2011: Harry Potter und die Heiligtümer des Todes – Teil 2 (Harry Potter and the Deathly Hallows: Part 2)
- 2013: 47 Ronin
- 2013: Fast & Furious 6 (Furious 6)
- 2015: Star Wars: Das Erwachen der Macht (Star Wars: Episode VII – The Force Awakens)

## Auszeichnungen
- 2002: British-Academy-Film-Award-Nominierung in der Kategorie Beste Maske für Harry Potter und der Stein der Weisen (zusammen mit Eithne Fennel und Nick Dudman)[3]
- 2005: British-Academy-Film-Award-Nominierung in der Kategorie Beste Maske für Harry Potter und der Gefangene von Askaban (zusammen mit Eithne Fennel und Nick Dudman)[4]
- 2006: British-Academy-Film-Award-Nominierung in der Kategorie Beste Maske für Harry Potter und der Feuerkelch (zusammen mit Nick Dudman und Eithne Fennel)[5]
- 2011: British-Academy-Film-Award-Nominierung in der Kategorie Beste Maske für Harry Potter und die Heiligtümer des Todes – Teil 1 (zusammen mit Nick Dudman und Lisa Tomblin)[6]
- 2012: Oscar-Nominierung in der Kategorie Bestes Make-up und beste Frisuren für Harry Potter und die Heiligtümer des Todes – Teil 2 (zusammen mit Nick Dudman und Lisa Tomblin)[7]
- 2012: British-Academy-Film-Award-Nominierung in der Kategorie Beste Maske für Harry Potter und die Heiligtümer des Todes – Teil 2 (zusammen mit Nick Dudman und Lisa Tomblin)[8]